# Банникови
Ба́нникови (рос. Банниковы) — присілок у складі Котельницького району Кіровської області, Росія. Входить до складу Біртяєвського сільського поселення.
Населення становить 10 осіб (2010, 8 у 2002).
Національний склад станом на 2002 рік — росіяни 100 %.